# Thiệu Phúc
Thiệu Phúc là một xã thuộc huyện Thiệu Hóa, tỉnh Thanh Hóa, Việt Nam.

## Địa lý
Xã Thiệu Phúc nằm gần trung tâm huyện Thiệu Hóa, thuộc tả ngạn sông Chu, có vị trí địa lý:
- Phía đông giáp thị trấn Thiệu Hóa
- Phía tây giáp xã Thiệu Tiến
- Phía nam giáp thị trấn Hậu Hiền và xã Thiệu Vận với ranh giới là sông Chu
- Phía bắc giáp thị trấn Thiệu Hóa và xã Thiệu Công.

Xã Thiệu Phúc có diện tích 4,63 km², dân số năm 2022 là 5.364 người, mật độ dân số đạt 1.184 người/km².

## Hành chính
Xã Thiệu Phúc được chia thành 3 thôn: Hoạch Phúc, Mật Thôn, Vĩ Thôn và 2 xóm: 1, 2.

## Lịch sử
Vùng đất thuộc xã Thiệu Phúc ngày nay, vào đầu thế kỉ 19 là các thôn xã thuộc tổng Mật Vật, huyện Thụy Nguyên, phủ Thiệu Thiên: Mật (đầu thế kỉ 19 là thôn Mật thuộc xã Mật Vật, tổng Mật Vật), Vạc (đầu thế kỉ 19 là thôn Hoạch thuộc xã Kim Hoạch, tổng Mật Vật, sau đổi thành Phúc Thôn, Hạnh Phúc), Choán (đầu thế kỉ 19 là thôn Đoán Quyết thuộc xã Đông Lễ, tổng Mật Vật, sau chia thành Đoán Quyết Thượng và Đoán Quyết Hạ), Si (trước đây gọi là Vỹ Thôn).
Cuối năm 1945, bỏ phủ Thiệu Thiên, huyện Thụy Nguyên đổi thành huyện Thiệu Hóa.
Sau năm 1945, các thôn xã nêu trên thuộc xã Vãn Hà, huyện Thiệu Hóa. Năm 1953, xã Ngọc Vũ chia thành xã Thiệu Hưng (nay là một phần thị trấn Thiệu Hóa) và xã Thiệu Phúc.
Năm 1977, xã Thiệu Phúc cùng với các xã phía bắc sông Chu của huyện Thiệu Hóa sáp nhập với huyện Yên Định thành huyện Thiệu Yên.
Năm 1996, xã Thiệu Phúc thuộc huyện Thiệu Hóa mới tái lập.